# Еусебио Гињазу
Еусебио Гињазу (шп. Eusebio Guiñazú; 15. јануар 1982) професионални је аргентински рагбиста, који тренутно игра за славни ирски тим Манстер.

## Каријера
Може да игра и стуба, а може и талонера.

### Клупска каријера
У Аргентини је играо за РК Мендоза, до 2005., када је отишао у Француску и потписао за Тулон. У професионалној каријери променио је много тимова. У Француској је поред Тулона, играо и за Биариц, Тулуз и Ажен. Играо је и у Енглеској лиги, за један од најстаријих рагби клубова на свету - Бат. У Јужноафричкој Републици је играо за Стормерсе у супер рагбију и за Боланд кавалиерсе у Кари купу. Септембра 2014., потписао је за двоструког шампиона Старог континетна, ирски Манстер.

### Рагби репрезентација Аргентине
27. априла 2003., дебитовао је за Аргентину у тест мечу против Парагваја. Са аргентинском репрезентацијом је освојио бронзану медаљу на светском првенству у Француској 2007. Играо је за "Пуме" у купу четири нација 2012. За "Пуме" је одиграо укупно 36 тест мечева и постигао 1 есеј.

## Успеси
Светско првенство у рагбију 2007. Треће место са репрезентацијом Аргентине.